# HBO Max
HBO Max (dawniej Max) – amerykański serwis strumieniowy typu wideo na życzenie, działający w 90 państwach, w tym Polsce. Opiera się na subskrypcji over-the-top, oferując bezpośredni dostęp do swojej biblioteki za stałą miesięczną opłatą. Jest prowadzony przez koncern mediowy Warner Bros. Discovery (WBD).
HBO Max stanowi bibliotekę materiałów różnych marek podległych WBD, w tym wytwórni filmowych (na przykład Warner Bros. Pictures, DC Studios i New Line Cinema) i telewizyjnych (na przykład Warner Bros. Television) oraz kanałów telewizyjnych (na przykład HBO, CNN, Discovery, Cartoon Network, Eurosport czy TVN). W jego ofercie znajdują się także materiały od dostawców spoza WBD oraz produkowane na jego zlecenie oryginalne seriale i filmy. Serwis funkcjonuje jako aplikacja na dedykowanych urządzeniach oraz strona internetowa.
Serwis, pierwotnie należący do koncernu WarnerMedia, został uruchomiony 27 maja 2020, początkowo tylko w Stanach Zjednoczonych. W latach 2021–2022 rozszerzył działalność na Amerykę Łacińską i Europę, w tym 8 marca 2022 na Polskę. Po fuzji WarnerMedia z Discovery, w wyniku której powstał koncern WBD, w latach 2023–2024 serwis odbył rebranding, w ramach którego zmienił nazwę na Max i rozszerzył ofertę programową. Ponadto został uruchomiony w kolejnych państwach Europy, a także w Azji i Oceanii. 9 lipca 2025 powrócił do nazwy HBO Max, a w planach jest jego start na kolejnych terytoriach.

## Historia

### Geneza

Pierwotne logo HBO Max prezentowane w materiałach prasowych sprzed startu serwisu

10 października 2018 koncern WarnerMedia ogłosił plan uruchomienia pod koniec 2019 serwisu strumieniowego skupiającego materiały podległych mu marek. 14 maja 2019 Randall L. Stephenson, prezes koncernu AT&T, któremu podlegał WarnerMedia, zapowiedział, że serwis będzie skoncentrowany wokół multipleksu telewizyjnego HBO, którego abonenci otrzymają automatycznie dostęp do nowej usługi. Ponadto zdradził plan uruchomienia wersji próbnej serwisu w czwartym kwartale 2019 oraz start wersji właściwej w pierwszym kwartale 2020.
W maju 2019 odbyła się reorganizacja WarnerMedia. Spółka Otter Media zajmująca się serwisami wideo na życzenie, dotychczas podległa koncernowi Warner Bros. (który z kolei podlega WarnerMedia), została przeniesiona bezpośrednio pod WarnerMedia w celu budowy nowej usługi. Tony Goncalves, prezes Otter Media, objął nadzór nad powstającym serwisem, z kolei Andy Forssell, dyrektor operacyjny Otter Media, został mianowany jego wiceprezesem wykonawczym i generalnym menadżerem. Dyrektorem do spraw treści programowych został Kevin Reilly, prezes spółki WarnerMedia Entertainment zarządzającej wybranymi stacjami telewizyjnymi koncernu.
9 lipca 2019 WarnerMedia ogłosił, że usługa otrzymała nazwę HBO Max, a jej start jest zaplanowany na wiosnę 2020. Koncern zdradził, że w momencie startu serwis będzie obejmował 10 tysięcy godzin materiałów, z czego część będą stanowiły programy oryginalne. W celu ich produkcji zostały podpisane umowy między innymi z producentem Gregiem Berlantim i należącą do Reese Witherspoon wytwórnią Hello Sunshine. 29 października 2019 WarnerMedia zapowiedział uruchomienie serwisu w maju 2020. 5 lutego 2020 koncern ogłosił stworzenie wytwórni filmowej Warner Max, która miała produkować filmy przeznaczone do ekskluzywniej dystrybucji na HBO Max.

### Uruchomienie HBO Max w Stanach Zjednoczonych

Logo HBO Max w latach 2020–2024

27 maja 2020 HBO Max został uruchomiony w Stanach Zjednoczonych. Jego pierwotna cena to 14,99 dolarów amerykańskich miesięcznie. Ponadto 2 lipca 2021 serwis umożliwił wybranie tańszego abonamentu (9,99 dolara miesięcznie), obejmującego reklamy podczas oglądania programów.
Start serwisu wiązał się z wygaszaniem dotychczasowych usług wideo na życzenie związanych z siecią kanałów telewizyjnych HBO: HBO Go, do której dostęp otrzymywali abonenci sieci telewizyjnej, oraz HBO Now, oferowanego bez konieczności subskrypcji telewizyjnej. Ze względu na skomplikowany sposób ich dystrybucji migracja użytkowników HBO do HBO Max była długoterminowa i zróżnicowana ze względu na typ abonamentu. Wraz z ogłoszeniem stworzenia nowego serwisu koncern WarnerMedia ogłosił, że w dniu jego startu automatyczny dostęp do usługi otrzymają abonenci HBO Now, którzy płacili za subskrypcję bezpośrednio HBO, a także abonenci przedsiębiorstwa telekomunikacnego AT&T, do którego należy WarnerMedia. Użytkownicy AT&T otrzymali darmowy dostęp do HBO Max na czas trwania umowy lub czas określony (miesiąc, trzy miesiące bądź rok), w zależności od typu abonamentu.
20 lutego 2020 YouTube ogłosił, że w momencie startu HBO Max udostępni jego aplikację użytkownikom serwisu YouTube TV, w którym dotychczas usługi HBO były niedostępne. 15 kwietnia 2020 WarnerMedia ogłosił podpisanie umowy z przedsiębiorstwem telekomunikacyjnym Charter Communications w sprawie automatycznego przeniesienia abonentów HBO Now, którzy opłacają go za pośrednictwem usług Charter Communications, do HBO Max w dniu jego uruchomienia. W kolejnych tygodniach WarnerMedia ogłosił podpisanie analogicznych umów z przedsiębiorstwami: Apple (27 kwietnia), Hulu (1 maja), Altice USA, Cox Communications, Xbox, Samsung, PlayStation, Verizon Communications, National Cable Television Cooperative (wszystkie 20 maja) oraz największym amerykańskim dostawcą telewizji kablowej, Comcast.
27 maja 2020, czyli w dniu startu, HBO Max nie był dostępny dla abonentów Amazonu i Roku, którzy stanowili łącznie ponad 70% amerykańskich użytkowników mediów strumieniowych wideo. Mieli oni jednak nadal dostęp do HBO Now. 12 czerwca 2020 WarnerMedia ogłosił, że 31 lipca HBO Go zostanie wygaszony, zaś HBO Now zmieni nazwę na HBO. Według danych opublikowanych przez AT&T 30 czerwca 2020, czyli nieco ponad miesiąc po uruchomieniu HBO Max, dostęp do usługi miało w Stanach Zjednoczonych 23,6 miliona osób, z czego 3 miliony wykupiły bezpośredni dostęp (to znaczy nie otrzymały go automatycznie dzięki dotychczasowej subskrypcji). Spośród wszystkich abonentów tylko 4,1 miliona faktycznie uruchomiło aplikację. Z kolei liczba użytkowników HBO, którzy nie otrzymali dostępu do HBO Max, wynosiła 5,9 miliona. 16 listopada 2020 WarnerMedia ogłosił podpisanie umowy z przedsiębiorstwem Amazon w sprawie dystrybucji HBO Max na jego urządzeniach, wskutek czego liczba osób z dostępem do serwisu urosła do ponad 33 milionów. 16 grudnia 2020 analogiczna umowa została podpisana z Roku, wskutek czego WarnerMedia zakończył proces migracji użytkowników HBO do HBO Max oraz wygasił serwis strumieniowy HBO (wcześniej znany jako HBO Now).
W sierpniu 2020 doszło do restrukturyzacji WarnerMedia, której elementem było zamknięcie WarnerMedia Entertainment i utworzenie nowego oddziału dedykowanemu HBO Max z Andym Forssellem na czele. Nadzór nad treściami serwisu objął dyrektor programowy HBO, Casey Bloys. 23 października 2020 WarnerMedia ogłosił, że Warner Max zostanie zamknięte, a filmy oryginalne HBO Max będą produkowane przez inne podległe koncernowi wytwórnie, jak Warner Bros. Pictures. 23 kwietnia 2021 oddziały HBO Max i bloku programowego Adult Swim poświęcone animacjom zostały scalone.
25 grudnia 2020 w ofercie serwisu pojawił się film Wonder Woman 1984, który był pierwszym materiałem w technologiach 4K, HDR i Dolby Atmos. 21 stycznia 2021 WarnerMedia przekształcił serwis wideo na życzenie DC Universe, poświęcony produkcjom z uniwersum DC, w platformę komiksów. Tym samym kolejny prowadzony przez koncern serwis strumieniowy został wygaszony ze względu na skupienie oferty w HBO Max. 29 lipca 2021 WarnerMedia ogłosił nawiązanie porozumienia z platformą cyfrową Dish Network, w której HBO było nieobecne od 2018, w sprawie udostępnienia HBO Max jego użytkownikom. Decyzją WarnerMedia 15 września 2021 abonenci Amazon Prime Video utracili dostęp do kanałów HBO, dzięki czemu sieć telewizyjna straciła 5 milionów użytkowników. Wszyscy oni otrzymali jednak możliwość wykupienia subskrypcji HBO Max za połowę ceny, czyli 7,49 dolara miesięcznie. Mimo to decyzja w sprawie Amazon Prime Video spowodowała zmniejszenie łącznej liczby abonentów usług HBO Max i HBO w Stanach – pod koniec września była ona o około 1,8 miliona mniejsza niż trzy miesiące wcześniej.

### Uruchomienie HBO Max na innych terytoriach
11 lutego 2021 WarnerMedia zapowiedział, że do końca roku HBO Max zadebiutuje w wybranych państwach Ameryki Łacińskiej i Europy. 29 czerwca 2021 serwis został uruchomiony w 39 krajach Ameryki Łacińskiej. Podobnie jak w Stanach Zjednoczonych, wraz z jego startem została w nich wygaszona usługa HBO Go, której użytkownicy otrzymali automatycznie dostęp do HBO Max.
26 października 2021 HBO Max został uruchomiony w sześciu państwach Europy: Szwecji, Danii, Norwegii, Finlandii, Hiszpanii i Andorze. Zastąpił on istniejące tam usługi wideo na życzenie prowadzone przez HBO Europe: HBO Nordic w krajach skandynawskich oraz HBO España w Hiszpanii i Andorze (w krajach tych nie funkcjonowały linearne stacje telewizyjne HBO).
Koncern WarnerMedia zapowiedział, że w 2022 HBO Max pojawi się w 21 innych państwach Europy. 8 marca 2022 roku usługa zadebiutowała w 15 krajach europejskich. W większości były to kraje Europy Środkowo-Wschodniej, w tym Polska, gdzie zastąpiła ona prowadzony przez HBO Europe serwis HBO Go. Ponadto pojawiła się wówczas w Portugalii, gdzie także zastąpiła lokalny serwis strumieniowy HBO Portugal, oraz Holandii, gdzie kanały telewizyjne HBO uprzednio istniały, ale zostały zamknięte w 2016.
WarnerMedia zapowiedział na 2022 uruchomienie HBO Max w sześciu państwach Europy, w których usługi HBO nigdy nie istniały: Turcji, Grecji, Islandii i krajach bałtyckich. Jason Kilar, dyrektor operacyjny WarnerMedia, zdradził, że w Wielkiej Brytanii, Irlandii, Włoszech, Niemczech, Austrii i Szwajcarii HBO Max zadebiutuje nie wcześniej niż w 2025 ze względu na fakt, że do tego czasu kanały grupy Sky Group mają wyłączność na dystrybucję programów HBO w tych krajach. Z kolei we Francji start serwisu był powstrzymywany przez fakt, że prawa do dystrybucji programów HBO miały Orange i Canal+. WarnerMedia zapowiedział, że po ich wygaśnięciu (najwcześniej w 2023) HBO Max zostanie uruchomiony, a już w 2021 powstał zespół do spraw produkcji oryginalnych francuskich programów.

### Okres Warner Bros. Discovery i rebranding jako Max

Logo Max do marca 2025

Od 8 kwietnia 2022 HBO Max był prowadzony przez konglomerat Warner Bros. Discovery (WBD), który powstał poprzez fuzję spółek WarnerMedia i Discovery. W lipcu 2022 Warner Bros. Discovery rozpoczął wdrażanie planu zmniejszenia kosztów operacyjnych o 3 miliardy dolarów. W jej ramach z HBO Max zostały w lipcu i sierpniu bez zapowiedzi usunięte niektóre programy oryginalne, w tym sześć filmów amerykańskich i prawie wszystkie produkcje europejskie. Dzięki temu koncern może zapłacić mniejsze podatki lub zyskać z odsprzedaży programów innym dostawcom. Ponadto została podjęta decyzja o anulacji niektórych programów oryginalnych HBO Max, a także rezygnacji z wydania kilku pozycji przygotowanych dla HBO Max: prawie ukończonych filmów Batgirl i Scoob! Holiday Haunt oraz ukończonego trzeciego sezonu serialu Little Ellen. Koncern zapowiedział także ograniczenie produkcji nowych programów dziecięcych i familijnych oraz całkowitą rezygnację z produkcji programów oryginalnych HBO Max w Europie z wyjątkiem Hiszpanii i Francji.
Jeszcze przed fuzją z WarnerMedia dyrektor operacyjny Discovery, Gunnar Wiedenfels, zapowiedział, że prowadzone przez spółki serwisy strumieniowe HBO Max i Discovery+ zostaną połączone w jednolitą globalną platformę. W sierpniu 2022 Jean-Briac Perrette, prezes działu WBD do spraw globalnych mediów strumieniowych i gier, zapowiedział podczas spotkania z inwestorami, że uruchomienie nowej usługi jest planowane na środek 2023, początkowo tylko w Stanach Zjednoczonych. W listopadzie 2023 podczas kolejnego spotkania z inwestorami spółka zapowiedziała, że planowany start został przesunięty na wiosnę 2023. CNBC doniósł, że przedsiębiorstwo rozważa nazwę BEAM lub Max, a jego oprawa graficzna będzie przypominać prowadzony przez The Walt Disney Company serwis Disney+. W lutym 2023 „The Wall Street Journal” poinformował, że WBD zrezygnował z wygaszenia Discovery+. Zamiast tego nowy serwis miał zastąpić HBO Max, dodając ofertę programową Discovery+, który nadal będzie funkcjonował jako odrębny serwis.
12 kwietnia 2023 koncern WBD ogłosił, że 23 maja 2023 w wyniku rebrandingu w Stanach Zjednoczonych HBO Max zmieni nazwę na Max i wchłonie ofertę programową Discovery+, który jednak nadal będzie funkcjonował jako odrębny serwis. Zapowiedziane zostały trzy plany subskrypcji: Max Ad-Lite z reklamami w trakcie programów, Max Ad Free bez reklam oraz Max Ultimate Ad Free, który – w przeciwieństwie do poprzednich planów – oferuje technologie 4K i Dolby Atmos. Ponadto Max zaczął oferować te technologie dla części filmów i seriali, dla których w HBO Max były one niedostępne. 27 września 2023 w Max został utworzony wewnętrzny serwis informacyjny CNN Max, stanowiący rozszerzenie kanału telewizyjnego CNN z transmisjami na żywo i treściami na żądanie. 5 października 2023 został uruchomiony dodatkowo płatny pakiet Bleacher Report, zawierający transmisje sportowe. 25 lipca 2024 WBD i The Walt Disney Company uruchomiły w Stanach Zjednoczonych możliwość wykupienia łącznej subskrypcji ich trzech serwisów strumieniowych: Max, Disney+ i Hulu w cenie obniżonej w stosunku do trzech odrębnych abonamentów.
27 lutego 2024 Max zastąpił HBO Max w Ameryce Łacińskiej. Rebranding w Europie odbył się 21 maja 2024 w większości państw, a następnie na 11 czerwca 2024 w Polsce i Holandii. Także 11 czerwca 2024 serwis został uruchomiony po raz pierwszy we Francji, Belgii i Monako, gdzie WBD nie prowadził wcześniej usługi strumieniowej. W Belgii został uruchomiony w wersji beta, przy czym właściwy start z pełną ofertą odbył się 1 lipca 2024. W Europie do Max zostały włączone transmisje na żywo z kanałów sieci Eurosport. Tylko w krajach Beneluksu platforma nazywa się HBO Max ze względu na fakt, że prawa do nazwy Max ma tam nadawca telewizyjny Omroep MAX.

Logo Max od marca do lipca 2025

25 września 2024 Max został uruchomiony w Japonii, nie jako samodzielny serwis, ale zakładka na lokalnej platformie U-Next, dostępna dla wszystkich abonentów bez dodatkowych opłat. 30 października 2024 zadebiutował w Nowej Zelandii, również nie jako samodzielny serwis, ale zakładka na platformach Sky i Neon. 19 listopada 2024 pojawił się w siedmiu krajach Azji Wschodniej i Południowo-Wschodniej, gdzie zastąpił HBO Go. 20 lutego 2025 zadebiutował w Grecji jako część składowa lokalnego serwisu Vodafone TV, prowadzonego przez Vodafone. 31 marca 2025 pojawił się w Australii. Partnerem jego startu była platforma cyfrowa Foxtel, której wszyscy abonenci otrzymali dostęp do serwisu bez dodatkowych opłat. 15 kwietnia 2025 został uruchomiony w Turcji, gdzie zastąpił lokalny serwis BluTV, również prowadzony przez WBD.

### Powrót do nazwy HBO Max
14 maja 2025 WBD zapowiedział, że latem 2025 serwis powróci do nazwy HBO Max. 19 czerwca 2025 HBO Max został uruchomiony w Ukrainie, jako część serwisu Megogo. 9 lipca 2025 na całym świecie została przywrócona nazwa HBO Max. 22 lipca 2025 zadebiutował w 12 państwach Europy i Azji.
Start w Wielkiej Brytanii, Irlandii został zapowiedziany na początek 2026, po wygaśnięciu umowy ze Sky na dystrybucję materiałów WBD w tych państwach. Przedsiębiorstwa podpisały jednak umowę, na mocy której abonenci Sky będą mieli dostęp do HBO Max w wersji z reklamami bez dodatkowych opłat. Na 2026 planowany jest także start we Włoszech i Niemczech.

## Historia w Polsce
W Polsce serwis HBO Max, prowadzony przez jednostkę HBO Polska (zarejestrowaną w Czechach), został uruchomiony 8 marca 2022. Wszyscy dotychczasowi użytkownicy HBO Go zostali automatycznie przeniesieni do nowej platformy. Cena usługi (przy wykupieniu jej bezpośrednio) wynosiła 29,99 złotych miesięcznie, jednak dotychczasowi abonenci HBO Go oraz użytkownicy, którzy zarejestrowali się do końca marca 2022, otrzymali zniżkę 33% do momentu przerwania subskrypcji. Ponadto możliwa była opcja rocznego abonamentu za 234,99 złotych. Dostęp do HBO Max, podobnie jak wcześniej do HBO Go, otrzymali także abonenci pośredników, takich jak operatorzy telewizji kablowej (w tym Vectra i UPC Polska) czy platform cyfrowych (w tym Canal+, Polsat Box bądź Polsat Box Go i Netia). Poza materiałami wideo na życzenie, serwis umożliwiał oglądanie na żywo kanałów telewizji linearnej sieci HBO Polska (HBO, HBO2 i HBO3). W pierwszym dniu istnienia w Polsce z HBO Max skorzystało 329 tysięcy użytkowników, czyli ponad dwukrotnie więcej niż z HBO Go w całym tygodniu poprzedzającym.
Rebranding na Max w Polsce odbył się 11 czerwca 2024. Operatorem serwisu, w przeciwieństwie do HBO Max, jest nie HBO Polska, lecz Discovery Communications Benelux B.V., zarejestrowany w Holandii. Platforma jest dystrybuowana w trzech modelach subskrypcji: podstawowym, standardowym i premium. Ponadto do każdego z nich została utworzona możliwość kupienia za 20 złotych miesięcznie dodatkowego pakietu z transmisjami 25 kanałów telewizyjnych należących do TVN Warner Bros. Discovery (TVN WBD), polskiego oddziału Warner Bros. Discovery.
| Nazwa       | Cena (pakiet miesięczny) | Cena (pakiet roczny) | Dostępne opcje          | Dostępne opcje   | Dostępne opcje | Dostępne opcje | Dostępne opcje |
| Nazwa       | Cena (pakiet miesięczny) | Cena (pakiet roczny) | Urządzenia równocześnie | Pobrania offline | Reklamy        | 4K             | Dolby Atmos    |
| ----------- | ------------------------ | -------------------- | ----------------------- | ---------------- | -------------- | -------------- | -------------- |
| Podstawowy  | 29,99 zł                 | 299 zł               | 2                       | Nie              | Tak            | Nie            | Nie            |
| Standardowy | 39,99 zł                 | 399 zł               | 2                       | 30               | Nie            | Nie            | Nie            |
| Premium     | 49,99 zł                 | 499 zł               | 4                       | 100              | Nie            | Tak            | Tak            |

W porównaniu do HBO Max, do oferty Max zostały włączone programy Grupy TVN i serwisu Player, także wchodzących w skład TVN WBD. Abonenci zyskali dostęp do kanału TVN, a w pakietach standardowym i premium także do HBO, HBO2 i HBO3. Pośredni dostęp do Max otrzymali ponadto abonenci zewnętrznych dostawców (telewizji kablowej i platform cyfrowych), zaś dotychczasowi użytkownicy Playera w ramach promocji mogli do stycznia 2025 korzystać z pakietu standardowego w cenie 25 złotych za miesiąc. TVN WBD zapowiedział, że Max przejmie pierwszeństwo w dystrybucji dotychczasowych programów oryginalnych Playera i TVN. W ramach promocji serwisu w Polsce 10 czerwca 2024 ukazał się singel Nosowskiej „Tylko to co chcę”. Przedstawiciele serwisu poinformowali, że przez pierwsze trzy tygodnie po rebrandingu korzystało z niego 4,6 miliona użytkowników. 4 lutego 2025 roku TVN WBD poinformował o zwiększeniu cen pakietów Podstawowego i Standardowego.

## Oferta programowa

### Programy oryginalne

Logo programów oryginalnych Max

HBO Max zleca globalnie produkcję oryginalnych programów, które następnie premierowo dystrybuuje. Oryginalne materiały, w tym filmy, seriale i programy rozrywkowe, są prezentowane jako Max Originals.
W 2019 koncern WarnerMedia zapowiedział, że w pierwszym roku działalności w Stanach Zjednoczonych w serwisie HBO Max pojawi się 31 programów oryginalnych, a w kolejnym 50. Ponadto HBO Max przejęło pierwszeństwo dystrybucji nowych odcinków niektórych produkcji, które wcześniej emitowały inne marki WarnerMedia, w tym HBO (Ulica Sezamkowa, Esme i Roy), DC Universe (między innymi Doom Patrol i Titans) oraz Cartoon Network (Obóz na wyspie i Pociąg do nieskończoności). W 2021 WarnerMedia zapowiedział, że w pierwszym roku działalności HBO Max na terenie Ameryce Łacińskiej w serwisie pojawi się ponad 100 lokalnych programów oryginalnych. Wybuch pandemii COVID-19 wpłynął na zmiany w planach dotyczących oryginalnych programów – ze względu na konieczność przerwania zdjęć niektóre zostały skrócone lub przesunięte w czasie. W lipcu 2022 koncern Warner Bros. Discovery ogłosił, że w ramach planowanego zmniejszenia kosztów operacyjnych o 3 miliardy dolarów zawiesza produkcję programów oryginalnych HBO Max w Europie z wyjątkiem Hiszpanii i Francji. Wszystkie nierealizowane jeszcze projekty zostały anulowane, zaś te w trakcie produkcji zostaną dokończone, jednak koncern nie wyklucza sprzedaży ich innym dostawcom. Równocześnie niektóre wydane już programy oryginalne, w tym większość europejskich, zostały globalnie usunięte z serwisu z zamiarem odsprzedania ich innym dostawcom.

#### Polskie programy oryginalne
| Seriale fabularne - Odwilż (od 1 kwietnia 2022) - #BringBackAlice (od 14 kwietnia 2023) - Skazana (sezon 4, od 11 czerwca 2024) - Szadź (sezon 4, od 4 października 2024) - Lady Love (od 20 grudnia 2024) - Przesmyk (od 31 stycznia 2025) - Pati (sezon 2, od 27 czerwca 2025) - Scheda (w produkcji, zapowiedziany na 22 sierpnia 2025) - Zmora (w produkcji) - Niebo. Rok w piekle (w produkcji) - Piekło kobiet (w produkcji) - Klara (sezon 2, w produkcji) - niezatytułowany serial Jana Holoubka (w produkcji) Seriale dokumentalne - Nago. Głośno. Dumnie (od 1 czerwca 2023) - Król Zanzibaru (28 czerwca 2024) - Łowcy skór (od 30 października 2024) | Filmy dokumentalne - Film balkonowy (17 kwietnia 2022) - Stado (7 lipca 2022) - Anioły z Sindżaru (30 września 2022), współprodukcja z Niemcami - Boylesque (15 czerwca 2023), współprodukcja z Czechami - Prawy chłopak (15 września 2023), współprodukcja ze Szwajcarią - Hope (11 czerwca 2024) - Krwawe trofeum (16 maja 2025) - 33 zdjęcia z getta (oczekuje na premierę) |

Na zlecenie HBO Max powstał także serial Warszawianka, ale koncern Warner Bros. Discovery odsprzedał prawa do jego dystrybucji serwisowi SkyShowtime.

### Warner Bros. Discovery
Oferta HBO Max obejmuje materiały od licznych marek wchodzących w skład prowadzącego go koncernu Warner Bros. Discovery. Wśród dostawców programów znajdują się:

- Adult Swim – nocny blok programowy poświęcony programom dla dorosłych
- Boomerang – kanał telewizyjny dla dzieci
- Cartoon Network – kanał telewizyjny dla dzieci
- Cartoonito – kanał telewizyjny dla dzieci
- CNN – kanał telewizyjny o charakterze informacyjnym
- The CW – kanał telewizyjny
- DC Studios – wytwórnia filmowa poświęcona adaptacjom komiksów DC Comics
- DC Universe – serwis wideo na życzenie poświęcony adaptacjom komiksów DC Comics
- Discovery Channel – kanał telewizyjny poświęcony popularyzacji nauki
- Eurosport – sieć kanałów telewizyjnych z transmisjami sportowymi (tylko w Europie)[62]
- Food Network – kanał telewizyjny o tematyce kulinarnej
- Grupa TVN – sieć kanałów telewizyjnych (tylko w Polsce)[82]
- Hanna-Barbera – wytwórnia animacji
- HBO – sieć kanałów telewizyjnych filmowo-telewizyjnych
- HGTV – kanał telewizyjny o urządzaniu domów i ogrodów
- ID – kanał telewizyjny policyjnym śledztwom i zbrodniom
- Magnolia Network – kanał telewizyjny o tematyce lifestyle’owej
- New Line Cinema – wytwórnia filmowa
- Rooster Teeth – wytwórnia materiałów wideo
- TBS – kanał telewizyjny
- TLC – kanał telewizyjny poświęcony programom reality
- TNT – kanał telewizyjny
- Turner Classic Movies (TCM) – kanał telewizyjny poświęcony klasyce amerykańskiego kina
- Turner Sports – spółka zajmująca się transmisjami sportowymi (tylko w Stanach Zjednoczonych)
- truTV – kanał telewizyjny
- Warner Bros. Animation – wytwórnia filmów animowanych
- Warner Bros. Pictures – wytwórnia filmowa
- Warner Bros. Television Studios – wytwórnia programów telewizyjnych

W ofercie HBO Max znalazły się wybrane programy produkowane przez przedsiębiorstwa Warner Bros. Discovery, do których dystrybucji prawa miały inne podmioty, ale koncern odkupił je przed startem serwisu. Przykładami takich produkcji są seriale Przyjaciele, Teoria wielkiego podrywu i Młody Sheldon, a także seria filmowa Harry Potter. W ofercie HBO Max nie znalazły się oryginalne programy sieci kanałów Cinemax, również należącej do Warner Bros. Discovery.
Ze względu na pandemię COVID-19 w Stanach Zjednoczonych, która doprowadziła do ograniczenia działalności kin, wytwórnia Warner Bros. Pictures zmieniła plan dystrybucji swoich produkcji. Film Wonder Woman 1984 z 2020 oraz wszystkie filmy wytwórni z 2021, które zostały nakręcone z planem dystrybucji kinowej, ukazały się w Stanach Zjednoczonych w modelu hybrydowym: równocześnie w kinach i na HBO Max. W serwisie dostępne były początkowo tylko przez miesiąc, by później ustąpić klasycznej dystrybucji na nośnikach domowych, a następnie powrócić na stałe. Podobny model wprowadziła spółka Walt Disney Studios Motion Pictures z serwisem Disney+. Oba przedsiębiorstwa były krytykowane za taki sposób dystrybucji ze względu na nieuzgodnienie go z twórcami filmów i zmniejszenie zainteresowania kinami. Negatywnie o modelu hybrydowym Warner Bros. Pictures wypowiadali się między innymi Amerykańska Gildia Reżyserów, agencja talentów Creative Artists Agency, sieci kinowe i Denis Villeneuve, reżyser jednego z dystrybuowanych tak filmów, Diuny. W marcu 2021 wytwórnia Warner Bros. Pictures ogłosiła, że w 2022 model hybrydowy nie będzie kontynuowany, a filmy kinowe będą trafiały do oferty HBO Max 45 dni po premierze kinowej.

### Inni dostawcy
W ofercie HBO Max znajdują się programy dostawców spoza koncernu Warner Bros. Discovery, udostępnione serwisowi poprzez udzielenie licencji. W Stanach Zjednoczonych wśród nich znajdują się filmy z kolekcji The Criterion Collection, programy stacji Comedy Central i produkcje dziecięce dystrybuowane przez GKIDS. HBO Max posiada także wyłączne prawa do amerykańskiej dystrybucji niektórych materiałów zagranicznych, między innymi wybranych seriali Sky Group, BBC i Channel 4.
W krajach Ameryki Łacińskiej poza Brazylią HBO Max dystrybuuje programy największej brazylijskiej stacji telewizyjnej, TV Globo. W Brazylii i Meksyku serwis transmituje na żywo mecze Ligi Mistrzów UEFA.
10 lutego 2022 koncerny WarnerMedia i Sony Pictures Entertainment ogłosiły porozumienie, na mocy którego w 13 krajach Europy Środkowo-Wschodniej, w tym w Polsce, HBO Max zawierał w ofercie materiały od Sony.

## Historia uruchomienia
| Państwo lub terytorium     | Data uruchomienia jako HBO Max                       | Data rebrandingu lub uruchomienia jako Max        | Źr.           |
| -------------------------- | ---------------------------------------------------- | ------------------------------------------------- | ------------- |
| Stany Zjednoczone          | 27 maja 2020(dts)                                    | 23 maja 2023(dts)                                 | [ 8 ] [ 52 ]  |
| Anguilla                   | 29 czerwca 2021(dts)                                 | 27 lutego 2024(dts)                               | [ 31 ] [ 58 ] |
| Antigua i Barbuda          | 29 czerwca 2021(dts)                                 | 27 lutego 2024(dts)                               | [ 31 ] [ 58 ] |
| Argentyna                  | 29 czerwca 2021(dts)                                 | 27 lutego 2024(dts)                               | [ 31 ] [ 58 ] |
| Aruba                      | 29 czerwca 2021(dts)                                 | 27 lutego 2024(dts)                               | [ 31 ] [ 58 ] |
| Bahamy                     | 29 czerwca 2021(dts)                                 | 27 lutego 2024(dts)                               | [ 31 ] [ 58 ] |
| Barbados                   | 29 czerwca 2021(dts)                                 | 27 lutego 2024(dts)                               | [ 31 ] [ 58 ] |
| Belize                     | 29 czerwca 2021(dts)                                 | 27 lutego 2024(dts)                               | [ 31 ] [ 58 ] |
| Boliwia                    | 29 czerwca 2021(dts)                                 | 27 lutego 2024(dts)                               | [ 31 ] [ 58 ] |
| Brazylia                   | 29 czerwca 2021(dts)                                 | 27 lutego 2024(dts)                               | [ 31 ] [ 58 ] |
| Brytyjskie Wyspy Dziewicze | 29 czerwca 2021(dts)                                 | 27 lutego 2024(dts)                               | [ 31 ] [ 58 ] |
| Chile                      | 29 czerwca 2021(dts)                                 | 27 lutego 2024(dts)                               | [ 31 ] [ 58 ] |
| Curaçao                    | 29 czerwca 2021(dts)                                 | 27 lutego 2024(dts)                               | [ 31 ] [ 58 ] |
| Dominika                   | 29 czerwca 2021(dts)                                 | 27 lutego 2024(dts)                               | [ 31 ] [ 58 ] |
| Dominikana                 | 29 czerwca 2021(dts)                                 | 27 lutego 2024(dts)                               | [ 31 ] [ 58 ] |
| Ekwador                    | 29 czerwca 2021(dts)                                 | 27 lutego 2024(dts)                               | [ 31 ] [ 58 ] |
| Grenada                    | 29 czerwca 2021(dts)                                 | 27 lutego 2024(dts)                               | [ 31 ] [ 58 ] |
| Guam                       | 29 czerwca 2021(dts)                                 | 27 lutego 2024(dts)                               | [ 31 ] [ 58 ] |
| Gujana                     | 29 czerwca 2021(dts)                                 | 27 lutego 2024(dts)                               | [ 31 ] [ 58 ] |
| Haiti                      | 29 czerwca 2021(dts)                                 | 27 lutego 2024(dts)                               | [ 31 ] [ 58 ] |
| Honduras                   | 29 czerwca 2021(dts)                                 | 27 lutego 2024(dts)                               | [ 31 ] [ 58 ] |
| Jamajka                    | 29 czerwca 2021(dts)                                 | 27 lutego 2024(dts)                               | [ 31 ] [ 58 ] |
| Kajmany                    | 29 czerwca 2021(dts)                                 | 27 lutego 2024(dts)                               | [ 31 ] [ 58 ] |
| Kolumbia                   | 29 czerwca 2021(dts)                                 | 27 lutego 2024(dts)                               | [ 31 ] [ 58 ] |
| Kostaryka                  | 29 czerwca 2021(dts)                                 | 27 lutego 2024(dts)                               | [ 31 ] [ 58 ] |
| Meksyk                     | 29 czerwca 2021(dts)                                 | 27 lutego 2024(dts)                               | [ 31 ] [ 58 ] |
| Montserrat                 | 29 czerwca 2021(dts)                                 | 27 lutego 2024(dts)                               | [ 31 ] [ 58 ] |
| Nikaragua                  | 29 czerwca 2021(dts)                                 | 27 lutego 2024(dts)                               | [ 31 ] [ 58 ] |
| Panama                     | 29 czerwca 2021(dts)                                 | 27 lutego 2024(dts)                               | [ 31 ] [ 58 ] |
| Paragwaj                   | 29 czerwca 2021(dts)                                 | 27 lutego 2024(dts)                               | [ 31 ] [ 58 ] |
| Peru                       | 29 czerwca 2021(dts)                                 | 27 lutego 2024(dts)                               | [ 31 ] [ 58 ] |
| Saint Kitts i Nevis        | 29 czerwca 2021(dts)                                 | 27 lutego 2024(dts)                               | [ 31 ] [ 58 ] |
| Saint Lucia                | 29 czerwca 2021(dts)                                 | 27 lutego 2024(dts)                               | [ 31 ] [ 58 ] |
| Saint Vincent i Grenadyny  | 29 czerwca 2021(dts)                                 | 27 lutego 2024(dts)                               | [ 31 ] [ 58 ] |
| Salwador                   | 29 czerwca 2021(dts)                                 | 27 lutego 2024(dts)                               | [ 31 ] [ 58 ] |
| Surinam                    | 29 czerwca 2021(dts)                                 | 27 lutego 2024(dts)                               | [ 31 ] [ 58 ] |
| Trynidad i Tobago          | 29 czerwca 2021(dts)                                 | 27 lutego 2024(dts)                               | [ 31 ] [ 58 ] |
| Turks i Caicos             | 29 czerwca 2021(dts)                                 | 27 lutego 2024(dts)                               | [ 31 ] [ 58 ] |
| Urugwaj                    | 29 czerwca 2021(dts)                                 | 27 lutego 2024(dts)                               | [ 31 ] [ 58 ] |
| Wenezuela                  | 29 czerwca 2021(dts)                                 | 27 lutego 2024(dts)                               | [ 31 ] [ 58 ] |
| Andora                     | 26 października 2021(dts)                            | 21 maja 2024(dts)                                 | [ 33 ] [ 59 ] |
| Dania                      | 26 października 2021(dts)                            | 21 maja 2024(dts)                                 | [ 33 ] [ 59 ] |
| Finlandia                  | 26 października 2021(dts)                            | 21 maja 2024(dts)                                 | [ 33 ] [ 59 ] |
| Hiszpania                  | 26 października 2021(dts)                            | 21 maja 2024(dts)                                 | [ 33 ] [ 59 ] |
| Norwegia                   | 26 października 2021(dts)                            | 21 maja 2024(dts)                                 | [ 33 ] [ 59 ] |
| Szwecja                    | 26 października 2021(dts)                            | 21 maja 2024(dts)                                 | [ 33 ] [ 59 ] |
| Bośnia i Hercegowina       | 8 marca 2022(dts)                                    | 21 maja 2024(dts)                                 | [ 36 ] [ 59 ] |
| Bułgaria                   | 8 marca 2022(dts)                                    | 21 maja 2024(dts)                                 | [ 36 ] [ 59 ] |
| Chorwacja                  | 8 marca 2022(dts)                                    | 21 maja 2024(dts)                                 | [ 36 ] [ 59 ] |
| Czarnogóra                 | 8 marca 2022(dts)                                    | 21 maja 2024(dts)                                 | [ 36 ] [ 59 ] |
| Czechy                     | 8 marca 2022(dts)                                    | 21 maja 2024(dts)                                 | [ 36 ] [ 59 ] |
| Kosowo                     | 8 marca 2022(dts)                                    | 21 maja 2024(dts)                                 | [ 36 ] [ 59 ] |
| Macedonia                  | 8 marca 2022(dts)                                    | 21 maja 2024(dts)                                 | [ 36 ] [ 59 ] |
| Mołdawia                   | 8 marca 2022(dts)                                    | 21 maja 2024(dts)                                 | [ 36 ] [ 59 ] |
| Portugalia                 | 8 marca 2022(dts)                                    | 21 maja 2024(dts)                                 | [ 36 ] [ 59 ] |
| Rumunia                    | 8 marca 2022(dts)                                    | 21 maja 2024(dts)                                 | [ 36 ] [ 59 ] |
| Serbia                     | 8 marca 2022(dts)                                    | 21 maja 2024(dts)                                 | [ 36 ] [ 59 ] |
| Słowacja                   | 8 marca 2022(dts)                                    | 21 maja 2024(dts)                                 | [ 36 ] [ 59 ] |
| Słowenia                   | 8 marca 2022(dts)                                    | 21 maja 2024(dts)                                 | [ 36 ] [ 59 ] |
| Węgry                      | 8 marca 2022(dts)                                    | 21 maja 2024(dts)                                 | [ 36 ] [ 59 ] |
| Holandia                   | 8 marca 2022(dts)                                    | —                                                 | [ 36 ] [ 59 ] |
| Polska                     | 8 marca 2022(dts)                                    | 11 czerwca 2024(dts)                              | [ 36 ] [ 60 ] |
| Francja                    | —                                                    | 11 czerwca 2024(dts)                              | [ 60 ]        |
| Monako                     | —                                                    | 11 czerwca 2024(dts)                              | [ 60 ]        |
| Belgia                     | 11 czerwca 2024(dts) (wersja beta) 1 lipca 2024(dts) | —                                                 | [ 61 ]        |
| Japonia                    | —                                                    | 27 września 2024(dts) (jako część U-Next)         | [ 64 ]        |
| Nowa Zelandia              | —                                                    | 30 października 2024(dts) (jako część Sky i Neon) | [ 65 ]        |
| Filipiny                   | —                                                    | 19 listopada 2024(dts)                            | [ 66 ]        |
| Hongkong                   | —                                                    | 19 listopada 2024(dts)                            | [ 66 ]        |
| Indonezja                  | —                                                    | 19 listopada 2024(dts)                            | [ 66 ]        |
| Malezja                    | —                                                    | 19 listopada 2024(dts)                            | [ 66 ]        |
| Singapur                   | —                                                    | 19 listopada 2024(dts)                            | [ 66 ]        |
| Tajlandia                  | —                                                    | 19 listopada 2024(dts)                            | [ 66 ]        |
| Tajwan                     | —                                                    | 19 listopada 2024(dts)                            | [ 66 ]        |
| Grecja                     | —                                                    | 20 lutego 2025(dts) (jako część Vodafone TV)      | [ 67 ]        |
| Australia                  | —                                                    | 31 marca 2025(dts)                                | [ 68 ]        |
| Turcja                     | —                                                    | 15 kwietnia 2025(dts)                             | [ 70 ]        |
| Ukraina                    | 19 czerwca 2025(dts) (jako część Megogo)             | —                                                 | [ 72 ]        |
| Albania                    | 22 lipca 2025(dts)                                   | —                                                 | [ 74 ]        |
| Armenia                    | 22 lipca 2025(dts)                                   | —                                                 | [ 74 ]        |
| Cypr                       | 22 lipca 2025(dts)                                   | —                                                 | [ 74 ]        |
| Estonia                    | 22 lipca 2025(dts)                                   | —                                                 | [ 74 ]        |
| Gruzja                     | 22 lipca 2025(dts)                                   | —                                                 | [ 74 ]        |
| Islandia                   | 22 lipca 2025(dts)                                   | —                                                 | [ 74 ]        |
| Kazachstan                 | 22 lipca 2025(dts)                                   | —                                                 | [ 74 ]        |
| Kirgistan                  | 22 lipca 2025(dts)                                   | —                                                 | [ 74 ]        |
| Litwa                      | 22 lipca 2025(dts)                                   | —                                                 | [ 74 ]        |
| Łotwa                      | 22 lipca 2025(dts)                                   | —                                                 | [ 74 ]        |
| Malta                      | 22 lipca 2025(dts)                                   | —                                                 | [ 74 ]        |
| Tadżykistan                | 22 lipca 2025(dts)                                   | —                                                 | [ 74 ]        |
| Planowane                  |                                                      | —                                                 |               |
| Irlandia                   | 2026                                                 | —                                                 | [ 76 ]        |
| Niemcy                     | 2026                                                 | —                                                 | [ 76 ]        |
| Wielka Brytania            | 2026                                                 | —                                                 | [ 76 ]        |
| Włochy                     | 2026                                                 | —                                                 | [ 76 ]        |

## Liczba abonentów (łącznie z HBO)
Tabela zawiera informacje o zaokrąglonych liczbach abonentów HBO Max i HBO na koniec poszczególnych kwartałów. Dla użytkowników ze Stanów Zjednoczonych koncern AT&T wyszczególnia liczby abonentów, którzy posiadają obie usługi lub tylko HBO (bez dostępu do HBO Max). W przypadku pozostałych państw podaje tylko łączną liczbę użytkowników obu usług. Dla HBO Max poniższe liczby dotyczą osób, które posiadają dostęp do serwisu, ale niekoniecznie z niego korzystają (tylko w sprawozdaniach z 2020 zostali wyszczególnieni użytkownicy aktywni, czyli tacy, którzy faktycznie uruchomili aplikację).
| Data             | Abonenci (łącznie z HBO) | Stany Zjednoczone | Stany Zjednoczone        | Pozostałe państwa (łącznie z HBO) |
| Data             | Abonenci (łącznie z HBO) | Łącznie z HBO     | Bez posiadaczy tylko HBO | Pozostałe państwa (łącznie z HBO) |
| ---------------- | ------------------------ | ----------------- | ------------------------ | --------------------------------- |
| 30 czerwca 2020  | 36,347                   | 36,347            | 26,569                   | brak danych                       |
| 30 września 2020 | 38,033                   | 38,033            | 28,731                   | brak danych                       |
| 31 grudnia 2020  | 41,528                   | 41,528            | 37,665                   | brak danych                       |
| 30 marca 2021    | 63,921                   | 44,183            | 40,628                   | 19,738                            |
| 30 czerwca 2021  | 67,527                   | 47,029            | 43,528                   | 20,498                            |
| 30 września 2021 | 69,414                   | 45,181            | 41,673                   | 24,233                            |
| 31 grudnia 2021  | 73,751                   | 46,790            | 43,279                   | 26,961                            |
| 30 marca 2022    | 76,757                   | 48,611            | 45,103                   | 28,146                            |